# Bezděčín (Želeč)
Bezděčín (německy Besdietschin) je malá vesnice, část obce Želeč v okrese Tábor v Jihočeském kraji. Nachází se asi 2,5 kilometru severozápadně od Želče. Vesnicí protéká Bezděčínský potok. Bezděčín je také název katastrálního území o rozloze 4,71 km².

## Historie
První písemná zmínka o vesnici pochází z roku 1547. Tehdy byla ves původně patřící panství Bzí Volfem starším Hozlaurem z Hozlaur vyměněna za ves Štikoplasy a od té doby patřila k želečskému panství.

## Obyvatelstvo
| Rok            | 1869 | 1880 | 1890 | 1900 | 1910 | 1921 | 1930 | 1950 | 1961 | 1970 | 1980 | 1991 | 2001 | 2011 | 2021 |
| -------------- | ---- | ---- | ---- | ---- | ---- | ---- | ---- | ---- | ---- | ---- | ---- | ---- | ---- | ---- | ---- |
| Počet obyvatel | 221  | 249  | 229  | 254  | 229  | 200  | 195  | 168  | 153  | 120  | 113  | 93   | 97   | 114  | 105  |
| Počet domů     | 31   | 34   | 35   | 36   | 37   | 37   | 40   | 42   | 38   | 33   | 33   | 40   | 41   | 40   | 43   |

## Obecní správa
Při sčítání lidu v letech 1850–1964 byl Bezděčín samostatnou obcí v okrese Tábor. Od 14. června 1964 je částí obce Želeč v okrese Tábor. V letech 1850–1879 k obci patřil Skrýchov u Malšic.